# Joseph Fodor
Joseph Fodor, född 1752 i Venlo, död 1828 i Sankt Petersburg, var en holländsk violinist och tonsättare. Han var far till Joséphine Fodor. I början av 1790-talet anställdes han vid kejserliga hovkapellet i Sankt Petersburg.